# Enrique Bermúdez Varela
Pour les articles homonymes, voir Bermúdez et Varela.
Enrique Bermúdez Varela (León, 11 décembre 1932 – Managua, 16 février 1991) a été un militaire nicaraguayen qui créa et dirigea le principal groupe des Contras, la Force Démocratique Nicaraguayenne (FDN, qui, en 1985, devint la Résistance Nicaragüense, RN), opposé au gouvernement du Front Sandiniste de Libération Nationale (FSLN) dans la guerre civile qui dévasta le pays de 1980 à 1990. Il est connu sous son nom de guerre Commandant 3-80. Il est mort assassiné par des inconnus dans la capitale, Managua.

## Biographie
Bermúdez Varela est né à León, le 11 décembre 1932, fils d'un ingénieur mécanicien et d'une employée domestique. Après être diplômé de l'Académie Militaire (dans laquelle il était le cadet Numéro 3-80), en 1952, il est entré dans le corps d'ingénieurs de la Garde Nationale (GN) dans laquelle il a obtenu le grade de colonel, sous la dictature d'Anastasio Somoza Debayle. Il a servi comme attaché militaire à l'Ambassade du Nicaragua aux États-Unis jusqu'au triomphe de la Révolution Sandinista, le 19 juillet 1979.
Immédiatement après la victoire du FSLN, le colonel Bermúdez a décidé d'armer l'opposition contre le nouveau gouvernement (dirigé par la Junte de Gouvernement de Reconstruction Nationale). Il était un des plus influents dirigeants de l'opposition armée. Avec Ricardo Lau, il a fondé la Légion 15 septembre. En 1981, il a quitté Miami (aux États-Unis) pour retourner à Tegucigalpa, au Honduras. Il devint le commandant de la FDN.

## Rôle dans la Guerre froide
La guerre des Contras contre le FSLN a été un des plus importants conflits de la Guerre froide, avec le soutien du Président des États-Unis Ronald Reagan contre l'Armée Populaire Sandinista (EPS) qui était soutenu par l'Union soviétique, Cuba, l'Allemagne de l'Est et les pays du bloc soviétique. Selon la Doctrine Reagan, l'Amérique centrale, tout comme d'autres régions du monde, était un champ de bataille. Pour cela, le gouvernement américain a fourni des armes et des conseils aux contras installés au Honduras.

## Critiques
Il y a des critiques de Bermúdez aussi bien comme dirigeant militaire que politique.
Une des critiques est qu'il a été lié au trafic de cocaïne et d'autres drogues. Gary Webb, ex-journaliste du San Jose Mercury News, a affirmé que Bermúdez et Norwin Meneses Cantarero ont été impliqués dans ce trafic. Pour cela, Webb s'est basé sur les attestations d'Óscar Danilo Blandón, condamné, avec Cantarero, à 10 ans de prison pour trafic de stupéfiants.

## Relations avec les États-Unis
Bermúdez était en contact avec Adolfo Calero, de l'administration Reagan, qui influençait le Congrès des États-Unis pour voter l'aide au Contras. Le sentiment prédominant du Congrès était que l'aide continue aux rebelles était pour établir un gouvernement non communiste en Nicaragua.

## Autobiographie
À l'été 1988, Bermúdez a publié dans la revue Policy Review son autobiographie The Contras' Valley Forge: How I View the Nicaraguan Crisis dans laquelle il parle de sa vie militaire et de la guerre civile. Dans l'article, il a critiqué le gouvernement que présidait Daniel Ortega à cause de ses alliances avec le bloc communiste; il a aussi critiqué la politique des États-Unis, surtout de certains démocrates, tel que le Président de la Chambre des Représentants, Jim Wright, qui soutenait les sandinistes. L'article a été écrit par Michael Johns, qui a interviewé Bermúdez sur plusieurs jours à Tegucigalpa en mai et juin de 1988.

## Assassinat

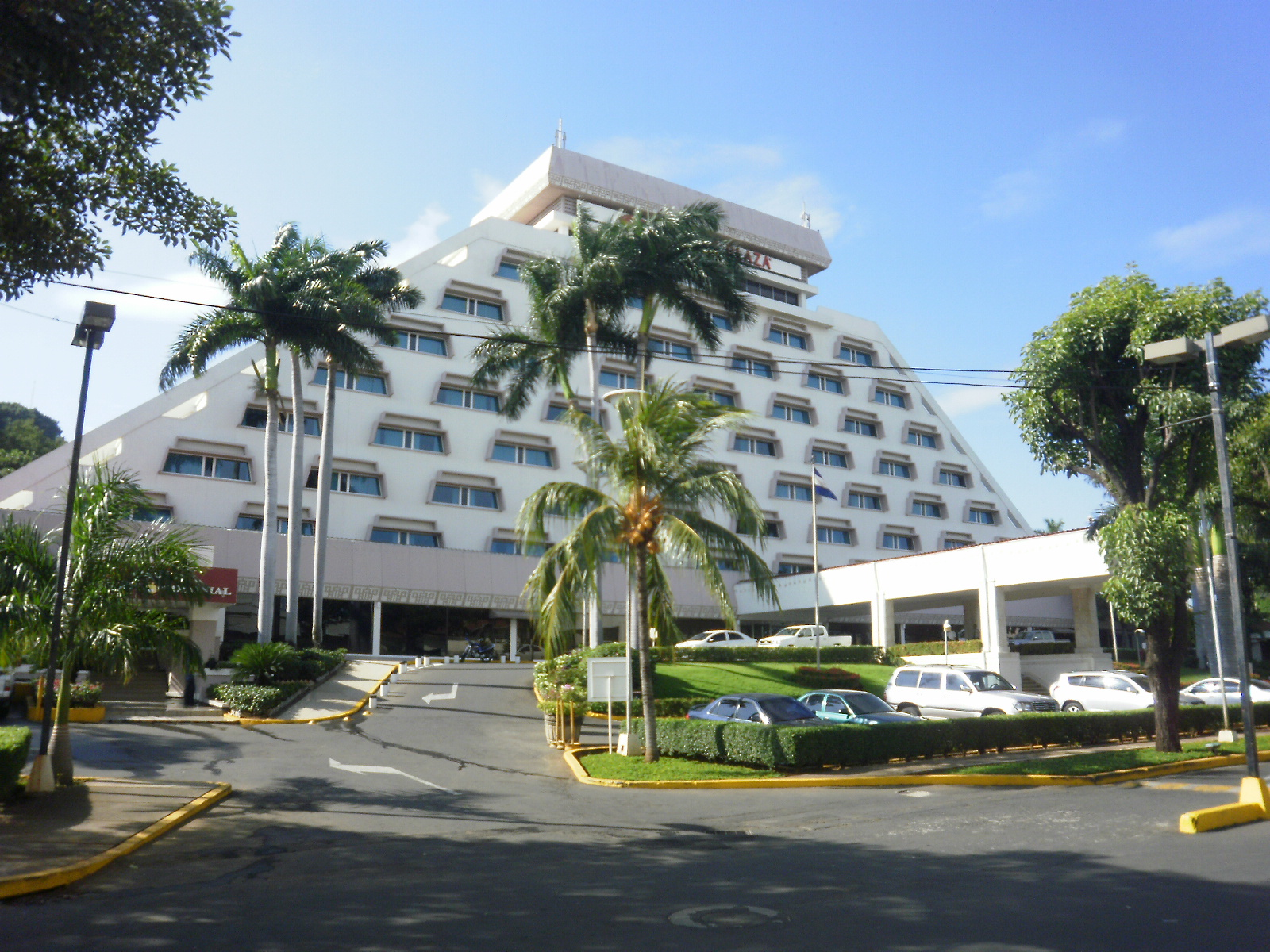
Hôtel Crowne Plaza Managua, Nicaragua.

Après la défaite d'Ortega aux élections du 25 février 1990, gagnées par Violeta Chamorro, il est rentré au Nicaragua. Il est assassiné la nuit du 16 février 1990 sur le parking de l'Hôtel Intercontinental Managua, actuel Hôtel Crowne Place Managua, en sortant du lieu où il avait vu un spectacle. Il a été enterré à Miami. En 1994, sa fille Claudia Bermúdez a dit au quotidien The Miami Herald : « Beaucoup de personnes ont bénéficié de l'assassinat de mon père. Les sandinistes, le gouvernement Chamorro et les États-Unis. Mon père est mort avec des informations. » Sa famille vit à Miami. Son nom de guerre été donné à un quartier de Managua, le 3-80, formé par les anciens Contras.